# Robert Walpole
Robert Walpole (n. 26 august 1676, Norfolk -  d. 18 martie 1745, Londra) a fost un politician britanic, prim-ministru al Marii Britanii între 1721 și 1742.